# Schizolaena exinvolucrata
Schizolaena exinvolucrata är en tvåhjärtbladig växtart som beskrevs av John Gilbert Baker. Schizolaena exinvolucrata ingår i släktet Schizolaena och familjen Sarcolaenaceae. Inga underarter finns listade i Catalogue of Life.